# Azeta brandolina
Azeta brandolina là một loài bướm đêm trong họ Erebidae.